# Doctor Who (comics)
La série télévisée Doctor Who a connu plusieurs adaptations en comics et comic strips.

## Édition anglaise
La série a été adaptée en comics hebdomadaire qui proposaient des histoires inédites dans le magazine TV Comics dès 1964. De très mauvaise qualité, ces strips furent longtemps cantonnés à la simple lecture de fans, avant de ne gagner en postérité que lorsque la série eu son propre magazine, le Doctor Who Weekly à partir de 1979.
Parmi les fans de Doctor Who Dave Gibbons est connu comme l'artiste de Doctor Who Weekly/Monthly, dessinant les principaux comic strips de la plupart des numéros du #1 aux #69 entre 1979 et 1982.
Depuis 2007, c’est l’éditeur américain IDW Publishing qui publie les aventures du docteur. Deux séries y sont publiées, la série principale qui reprend les aventures du dixième docteur (David Tennant) et ensuite du onzième (Matt Smith), la seconde titré « Classics » reprend des aventures des précédents docteurs. La dernière série en date est le volume 3 et a commencé en octobre 2012.
Durant toute l’année 2013 à raison d’un comics par mois, IDW publie une maxi-série intitulé Prisonner of time, qui célèbre les 50 ans du docteur.
En 2014, l'éditeur anglais Titan Comics annonce la récupération des droits de la série et l'arrivée de nouvelles histoires et série de comics.

## Édition française
En 2012, l'éditeur français French Eyes Comics acquiert les droits sur les comics Doctor Who et commence son travail éditorial. Dix albums ont pour l'instant été publiés, un onzième est à la recherche de financement : 
- Doctor Who : Agent Provocateur par Gary Russell (scénario) et Nick Roche, Jose Maria Beroy, Stefano Martino, Mirco Pierfederici (dessins).
- Doctor Who : Les Oubliés par Tony Lee (scénario), Pia Guerra, Stefano Martino, Kelly Yates (dessins)
- Doctor Who : À Travers l'Espace et le Temps par Leah Moore, John Reppion, Tony Lee, John Ostrander, Richard Starkings, Gary Russell, Rich Johnston, Charlie Kirchoff (scénario) et Ben Templesmith, Paul Grist, Kelly Yates, Adrian Salmon, Eric J, Tom Mandrake (dessins)
- Doctor Who : Fugitif par Tony Lee (scénario), Al Davidson et Matthiew Dow Smith (dessins)
- Doctor Who : Tesseract par Tony Lee (scénario), Al Davidson et Blair Donald Shedd (dessins)
- Doctor Who : Sacrifice Final par Tony Lee (scénario), Matthew Dow Smith, Kelly Yates et Al Davidson (dessins)
- Doctor Who : L'Eventreur par Tony Lee (scénario), Andrew Currie, Richard Piers, Rayner, Horacio Domingues et Tim Hamilton (dessins)
- Doctor Who : à la croisée des mondes par Tony Lee (scénario) et Mark Buckingham, Matthew Dow Smith (dessins)
- Doctor Who : Venu de l’espace par Tony Lee, Matthew Dow Smith, Jodhua Hale Fialkov, Dan McDaid (scénario) et Josh Adams, Matthew Dow Smith, Paul Grist, Bair Shedd, Mitch Gerads, Dan Mc Daid (dessins)
- Doctor Who : Le temps qui passe par Joshua Hale Fialkov (scénario) et Matthew Dow Smith (dessins)
- Doctor Who : L' hypothétique gentleman par Andy Diggle, Brandon Seifert (scénario) et Mark Buckingham, Philipe Bond (dessins)